# SB新型コロナウイルス検査センター
SB新型コロナウイルス検査センター株式会社は、ソフトバンクグループが設立した新型コロナウイルス検査センター。
法人や自治体に対してPCR検査を行っている。2021年3月から個人も対象に追加する。

## 概要
SB新型コロナウイルス検査センター（通称：新型コロナウイルス検査センター）は、2020年7月にソフトバンクグループによって設立された新型コロナウイルスのPCR検査を円滑かつ安価で大量に実施するために作られた研究検査会社。東京、北海道に検査センターを置いている。

## 沿革
- 2020年7月29日：ソフトバンクグループが、新型コロナウイルス検査センター株式会社設立を発表。
- 2021年1月12日：SB新型コロナウイルス検査センターに名称変更[3]。